# Virginia Lanier
Pour les articles homonymes, voir Lanier.
Virginia Lanier, née le 28 octobre 1930 dans le comté de Madison, en Floride, aux États-Unis, et morte le 27 octobre 2003 à Fargo en Géorgie, est une femme de lettres américaine, auteure de roman policier.

## Biographie
En 1995, elle publie Death in Bloodhound Red qui remporte prix Anthony 1996 du meilleur premier roman. Ce titre inaugure la série Bloodhound qui a pour héroïne Jo Beth Sidden, une spécialiste du dressage canin de l'État de Géorgie qui excelle dans la recherche de personnes disparues ou en fuite.

## Œuvre

### Romans

#### SérieBloodhound
- Death in Bloodhound Red (1995)
- The House on Bloodhound Lane (1996)
- A Brace of Bloodhounds (1997)
- Blind Bloodhound Justice (1998)
- Ten Little Bloodhounds (1998)
- A Bloodhound to Die For (2003)

### Nouvelle
- Bark M for Murder (2006), nouvelle coécrite avec J. A. Jance, Lee Charles Kelley et Chassie West

## Prix et distinctions

### Prix
- Prix Anthony 1996 du meilleur premier roman pour Death in Bloodhound Red[1]

### Nominations
- Prix Agatha 1995 du meilleur premier roman pour Death in Bloodhound Red[2]
- Prix Agatha 1998 du meilleur roman pour Blind Bloodhound Justice[2]
- Prix Mary Higgins Clark 2004 pour A Bloodhound to Die For[3]